# Lea Salonga
Maria Lea Carmen Imutan Salonga, ou plus simplement Lea Salonga, est une actrice et chanteuse philippine née le 22 février 1971 à Manille (Philippines).
Le 15 octobre 2010, Lea Salonga a été nommée Ambassadrice de bonne volonté de l’Organisation des Nations Unies pour l'alimentation et l'agriculture (FAO).
Elle est la cousine de l'actrice et mannequin canadienne Shay Mitchell.

## Biographie
Lea Salonga est née à Ermita, Manille, de Feliciano Genuino Salonga, fille d'un contre-amiral naval et propriétaire d'une compagnie maritime, et de son épouse, María Ligaya Alcantara, née Imutan. Elle passe les six premières années de son enfance à Angeles City avant de déménager à Manille.
À 18 ans, elle obtient le rôle principal de Kim dans la comédie musicale Miss Saigon, d'abord dans le West End puis à Broadway, remportant les Olivier Awards et Theatre World Awards. Elle est la première femme asiatique à remporter un Tony Award. Elle est les voix anglophones de deux princesses Disney : Jasmine dans Aladdin (1992) et Fa Mulan dans Mulan (1998).

## Filmographie
- 1981 : Tropang bulilit : Lisa
- 1985 : Like Father, Like Son : Angela
- 1986 : Ninja Kids : Yoko
- 1986 : Captain Barbell : Rosemarie
- 1989 : Pik pak boom : Rosie
- 1989 : Dear Diary
- 1992 : Aladdin : voix chantée de Jasmine
- 1992 : Bakit labis kitang mahal : Sandy
- 1993 : Olsen Twins Mother's Day Special (TV) : Singer
- 1995 : Redwood Curtain (TV) : Geri Riordan
- 1995 : Sana maulit muli : Agnes
- 1995 : Les Misérables: The 10th Anniversary Concert : Éponine
- 1998 : Mulan : Voix chantée de Fa Mulan
- 2001 : As the World Turns (série TV) : Lien Hughes #2 (2001, 2003)
- 2003 : Mickey's PhilharMagic : Jasmine (voix)
- 2004 : My Neighbor Totoro : voix de Mrs. Kusakabe
- 2004 : Mulan 2 : La Mission de l'Empereur : voix chantée de Fa Mulan
- 2007 : Disney Princess Enchanted Tales: Follow Your Dreams : voix chantée de Jasmine
- 2010 : Les Misérables: The 25th Anniversary Concert (2010) : Fantine
- 2019 : Yellow Rose : Gail
- 2022 : Pretty Little Liars: Original Sin (série TV) : Elodie Honrada
- 2023 : Il était une fois un studio (Once Upon a Studio) de Dan Abraham et Trent Correy : Mulan

## Récompenses et nominations

### Récompenses
- Prix Gusi de la Paix, catégorie « Arts du spectacle », en 2009
- Disney Legend en 2011